# Myonème
Un myonème (ou spasmonème) est une structure contractile présente dans certains organismes unicellulaires eucaryotes, en particulier Vorticella. 

## Description anatomique
Il consiste en une série de filaments protéiques (en) qui raccourcissent rapidement lors d'une exposition au calcium. Bien que le raccourcissement puisse atteindre 100 longueurs par seconde, plus rapidement que n'importe quel muscle, le temps de relaxation est de plusieurs secondes (contre environ un dixième de seconde pour le muscle). Les myonèmes de Acantharea affichent également des mouvements de contraction et d'ondulation lents.